# Astacoides betsileoensis
Astacoides betsileoensis е вид десетоного от семейство Parastacidae. Видът е застрашен от изчезване.

## Разпространение и местообитание
Разпространен е в Мадагаскар.
Обитава пясъчните дъна на сладководни басейни, морета, реки и канали.

## Описание
Популацията на вида е намаляваща.